# Cemal Tollu
Cemal Tollu, né le 19 avril 1899 à Constantinople, et mort le 26 juillet 1968 dans la même ville, est un peintre turc.

## Biographie
Cemal Tollu naît le 19 avril 1899 à Constantinople. Il est le fils aîné d'une famille de cinq enfants. Son père est l'ingénieur Sait Bey et sa mère est Hayriyet Hanım.
Il passe son enfance à Damas et à Diyarbakir grâce au travail de son père. Il travaille comme apprenti chez Hicaz Railways. Dans le Hijaz (aujourd'hui en Arabie Saoudite), il prend des cours de peinture auprès d'un officier ottoman à la retraite alors qu'il est apprenti dans un atelier.
En 1919, il s'inscrit à Sanâyi-i Nefîse Mektebi (tr) (l'Académie des Beaux-Arts de Constantinople).
Après sa formation militaire, il est envoyé à la cavalerie de Konya en 1921 avec le grade de lieutenant de cavalerie, luttant pour l'indépendance turque, servant jusqu'en 1923. Il est témoin de l'incendie de Manisa.
Entre 1923 et 1925, après avoir quitté l'armée, il travaille dans un atelier de chemin de fer à Edirne, mais en 1926 retourne à l'Académie des beaux-arts à Constantinople.
En 1927, il est nommé professeur d'art à l'École Normale Supérieure d'Elazig et Erzincan. Il enseigne jusqu'en 1929. En Europe de 1931 à 1932, il se rend à Munich et à Paris avec le soutien de sa famille pour développer son art.
Il y étudie pendant environ deux ans auprès de peintres comme André Lhote, Marcel Gromaire et Hans Hofmann, et des sculpteurs tels que Charles Despiau et Marcel Gimond.
Cemal Tollu s'associe également à Paris avec Fernand Léger.
À Paris, il participe à la quatrième exposition de l'Union des peintres et sculpteurs indépendants avec un portrait de femme.
En Turquie, il contribue aux premières expositions du Müstakīl Ressamlar ve Heykeltraşlar Birligi (Association des peintres et sculpteurs indépendants).
En 1933, il fonde le "Groupe D (en)" avec le peintre, critique d'art et porte-parole du groupe Nurullah Berk (tr), et d'autres peintres tels que Bedri Rahmi Eyüboğlu, Sabri Berkel (en), Zaki Faik Izer et Abidin Dino, et le sculpteur Zühtü Müridoğlu (en), qui se consacrent au cubisme et au constructivisme.
Ses œuvres dans cette période incluent The Ballerina (1935).
Cemal Tollu est nommé vice-directeur du Musée des civilisations anatoliennes d'Ankara. Il en est directeur en 1935.
En 1937, il est nommé par Léopold Lévy, chef du département de peinture, pour enseigner à l'Académie des Beaux-Arts d'Istanbul, où il reste jusqu'en 1965.
Il se marie la même année.
Dans son travail, il s'inspire des Hittites et de l'art occidental contemporain, et il peint des figures, des paysages et des portraits dans un style fragmenté distinctif.
Il travaille comme professeur de mythologie et chef du département des arts à l'académie. Son intérêt pour la mythologie, inculqué par Ahmet Haşim lorsqu'il est étudiant à l'académie, le pousse à publier un livre intitulé Mythology 195 en 1957.
À partir de 1938, dans le cadre de ‘Country Trips CH organisé par CHP, il se tourne vers la peinture de paysage avec pour effet d’avoir travaillé dans les régions d’Antalya et de Burdur. En 1939, il se rend à Paris pour la deuxième. Il participe également aux expositions nationales de peinture et de sculpture, qui commencent à être organisées au cours de ces années.
En 1964, il prend sa retraite de l'Académie d'État des beaux-arts.
Il est à la fois sculpteur et peintre, mais il ne produit que quelques bustes. Cependant, son intérêt pour la sculpture influence ses peintures et joue un rôle dans la formation du style de peinture. Cemal Tollu, dans ses peintures telles que Mère et enfant, Hatay’da Portakal Bahçesi, Ankara Keçileri ve Hasat, laisse un effet sculptural dans un style cubiste.
Il travaille également comme écrivain d'art avec ses articles publiés.
Cemal Tollu meurt le 26 juillet 1968 dans sa ville natale.

## Œuvres
- The Ballerina'' (1935)[1].
- Mother Earth (1956)[1].
- Pancar Tarlası (1963, Musée de la peinture et de la sculpture d'Istanbul)[2].
- Tımar (1964, à Ahmet Tollu)[2].
- Manisa Yangını(1964, Seyman Erkılıç coll.)[2].
- Pamuk Toplayanlar I, II (1964 - 65)[2].
- Pastırmacılar (1965, succursale de Nevhız Pak)[2].
- Villageois et moutons (1965, succursale d'Akbank)[2].
- Natürmortlu Bodrum (1966, à Ahmet Tollu)[2].
- L'incendie de Manisa (1968)[6].